# Higashi, Kumamoto
Higashi (東区 Higashi-ku) là quận thuộc thành phố Kumamoto, tỉnh Kumamoto, Nhật Bản. Tính đến ngày 1 tháng 10 năm 2020, dân số ước tính của quận là 189.524 người và mật độ dân số là 3.800 người/km2. Tổng diện tích của quận là 50,19 km2.